# Anders Hallström
Ernst Anders Hallström, född 15 februari 1939 i Adolf Fredriks församling i Stockholm, död 18 februari 1987 i Malmö, var en svensk skådespelare. Han var äldre bror till filmregissören Lasse Hallström.
Hallström var engagerad vid Malmö Stadsteater. Han antogs till Malmö stadsteaters elevskola 1961 tillsammans med Ulla Wennborg, Lars Andersson, Berit Gelin, Naemi Ljungström, Östen Andersen och Brita-Lena Sjöberg.. Han gjorde 1962 sin första roll där i Muren och kom att medverka i knappt 60 föreställningar fram till och med 1987.

## Filmografi
- 1959 – Till sjöss
- 1965 – Flygplan saknas
- 1974 – Larry Larssons flykt och förvandling eller Båtsmannens barn
- 1986 – Skånska mord

## Teater

### Roller (ej komplett)
| År   | Roll           | Produktion                                                                       | Regi                | Teater            |
| ---- | -------------- | -------------------------------------------------------------------------------- | ------------------- | ----------------- |
| 1960 | Haimon         | Antigone Jean Anouilh                                                            | Lars-Erik Liedholm  | Munkbroteatern    |
| 1963 |                | Muren (The Wall) Millard Lampell                                                 | Lennart Olsson      | Malmö stadsteater |
| 1965 |                | Lyckliga draken Gabriel Cousin                                                   | Josef Halfen        | Malmö stadsteater |
| 1965 |                | Karmelitersystrarna Georges Bernanos                                             | Andris Blekte       | Malmö stadsteater |
| 1966 |                | Adam och Vera i Blackeberg Bo Sköld                                              | Eva Sköld           | Malmö stadsteater |
| 1966 |                | Mordet på Marat Peter Weiss                                                      | Jan Lewin           | Malmö stadsteater |
| 1967 |                | Klas Klättermus Thorbjørn Egner                                                  | Per Siwe            | Malmö stadsteater |
| 1968 |                | Clown söker plats Björn Runeborg                                                 | Per Siwe            | Malmö stadsteater |
| 1968 |                | Mutter Courage och hennes barn Bertolt Brecht                                    | Jan Lewin           | Malmö stadsteater |
| 1968 |                | Scapins rackartyg Molière                                                        | Karl Rune Johansson | Malmö stadsteater |
| 1969 |                | Alla har trädgård Edward Albee                                                   | Lennart Olsson      | Malmö stadsteater |
| 1969 |                | Fan ska vara teaterdirektör August Blanche                                       | Per Siwe            | Malmö stadsteater |
| 1969 |                | Drömmen om Amerika Joe Hill                                                      | Lennart Olsson      | Malmö stadsteater |
| 1970 |                | Oss pojkar emellan Mart Crowley                                                  | Pierre Fränckel     | Malmö stadsteater |
| 1975 |                | Herrn går på jakt Georges Feydeau                                                | Andris Blekte       | Malmö stadsteater |
| 1976 |                | Arsenik och gamla spetsar Joseph Kesselring                                      | Andris Blekte       | Malmö stadsteater |
| 1979 |                | Efter Magritte (After Magritte) Tom Stoppard                                     | Andris Blekte       | Malmö stadsteater |
| 1979 |                | Romeo och Julia William Shakespeare                                              | Lennart Olsson      | Malmö stadsteater |
| 1979 |                | Klubbat! (Ten Times Table) Alan Ayckbourn                                        | Eva Sköld           | Malmö stadsteater |
| 1980 |                | Som ni behagar (As you Like it) William Shakespeare                              | Torsten Sjöholm     | Malmö stadsteater |
| 1981 |                | Den gråtande polisen - ett änglaspel Staffan Göthe                               | Claes Camnert       | Malmö stadsteater |
| 1981 |                | Kattleken István Örkény                                                          | Andris Blekte       | Malmö stadsteater |
| 1983 | Adolf Eichmann | Raoul Eric Åkerlund                                                              | Håkan Englund       | Malmö stadsteater |
| 1984 |                | Peer Gynt Henrik Ibsen                                                           | Edith Roger         | Malmö Stadsteater |
| 1986 |                | Anne Franks dagbok (The Diary of Anne Frank) Frances Goodrich och Albert Hackett | Claes Sylwander     | Malmö stadsteater |